# 茄状羽叶菊
茄状羽叶菊（学名：Nemosenecio solenoides）是菊科羽叶菊属的植物，为中国的特有植物。分布于中国大陆的云南等地，生长于海拔1,800米的地区，常生长在林缘，目前尚未由人工引种栽培。

## 别名
茄叶千里光（云南种子植物名录）

## 异名
- Senecio solenoides Dunn